# バシュミル
バシュミル（Basmyl、中国語：抜悉蜜）は、7世紀から8世紀にかけて、主に現在の中国西北部のジュンガリア地方に住んでいた遊牧民。

## 概要
もともとは森に住んでいた人々だったが、バシュミルはやがて重要性を増し、6世紀からテュルクの政治で重要な役割を果たした。ある時点で、バシュミルはカルルクとウイグル人の助けを借りて突厥第二可汗国の王朝一族を倒し、一時的に可汗国を保持したが、カルルクとウイグルは後にバシュミルに反対した。